# Rupert Stolberg
Rupert Ferdinand Carl Thaddäus Antonius Maria Graf zu Stolberg (ur. 29 lipca 1970 w Salzburgu) – niemiecki duchowny rzymskokatolicki, biskup pomocniczy Monachium i Fryzyngi od 2016.

## Życiorys
Święcenia kapłańskie otrzymał 28 czerwca 2003 i został inkardynowany do archidiecezji Monachium i Fryzyngi. Po dwuletnim stażu wikariuszowskim w jednej z monachijskich parafii został sekretarzem arcybiskupim, zaś w latach 2011–2012 odpowiadał za duchowieństwo w dwóch sektorach archidiecezjalnych. W 2013 otrzymał nominację na wikariusza biskupiego dla Monachium.
28 października 2016 papież Franciszek mianował go biskupem pomocniczym archidiecezji Monachium i Fryzyngi, ze stolicą tytularną Sassura. 10 grudnia tegoż roku przyjął sakrę biskupią z rąk kard. Reinharda Marxa.